# 樫山純三
樫山 純三（かしやま じゅんぞう、1901年9月21日 - 1986年6月1日）は、日本の実業家でオンワード樫山の創業者。また、競走馬の馬主としても知られる。

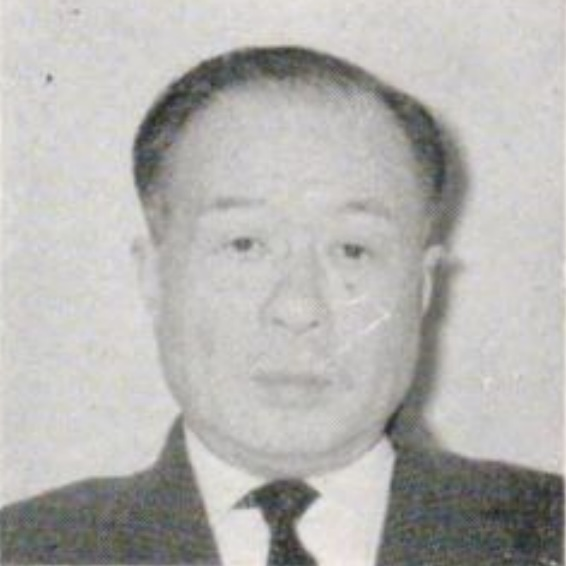
『現代人物史』（1966年）掲載肖像

## 人物・経歴
- 1901年9月21日、長野県北佐久郡小諸町（現・小諸市）にて生誕（家系については白檮山氏を参照）。
- 尋常小学校卒業後、三越呉服店に丁稚として入店、商業の基礎を学ぶ。
- 大阪貿易学校卒業。
- 1927年2月、大阪にて樫山商店を設立。
- 1947年9月、樫山商店を株式会社化し、オンワード樫山（法人としては、現：オンワードホールディングス）の母体となる、樫山株式会社を設立。
- 1960年10月、オンワード牧場を創設。
- 1977年、樫山奨学財団を設立し国内外を問わず若き人材の育成に力を入れる。

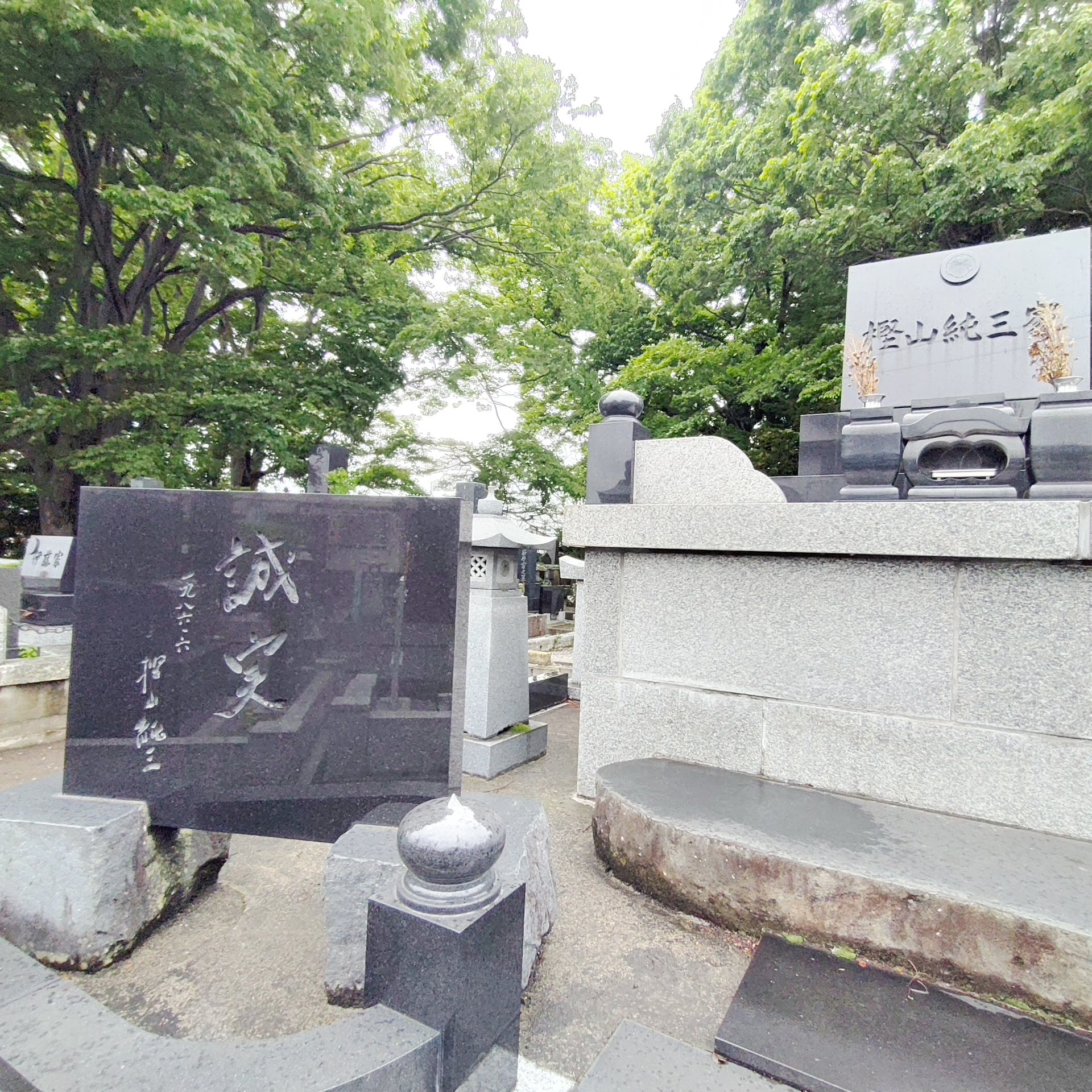
樫山純三家の墓

- 樫山純三家の墓1986年6月1日、死去。84歳没。墓所は小諸市荒町海應院。

## 競馬事業
純三は競走馬のオーナー（馬主）としても有名でありみずからオンワード牧場を創設し、オーナーブリーダーとして数々の名馬を世に送り出した。また、ハードツービートで日本人で初めてフランスダービー（ジョッケクルブ賞）を勝利した国際的ホースマンでもあった。勝負服の服色は日本国内・国外ともに「黒、青袖」を使用。
純三の死後、夫人の樫山ハルが競馬事業を引き継いだ。牧場は2012年まで運営された。

## おもな所有活躍馬
- ミスオンワード（桜花賞、優駿牝馬〈オークス〉）
- オンワードゼア（天皇賞（春）、有馬記念）
- オンワードセカンド（毎日杯、神戸杯）
- アポオンワード（毎日杯）
- オンワードガイ（朝日杯3歳ステークス）
- ハードツービート（ジョッケクルブ賞）
- ムーリン（プール・デッセ・デ・プーラン）

## 著書
- 『樫山純三 走れオンワード：事業と競馬に賭けた50年』日本図書センター〈人間の記録・69〉、1998年。ISBN　978-4-8205-4314-5

## 樫山純三賞
樫山奨学財団30周年記念事業の一環として創設された学術賞。国際的視野に立った社会科学（政治、経済、社会など）の分野の現代アジア研究における独創的で優れた業績の著者へ授賞。推薦ならびに自著の応募による。候補者の国籍や年齢は問わない。原則として毎年学術書1件、一般書1件の計2件（第5回までは学術書2件）とし、1件につき賞状および副賞（賞金100万円）を贈呈する。また、オンワードホールディングスよりオンワード賞（高級スーツ）が贈呈される。過去授賞歴は以下のとおり。
- 第1回（2006年度）  
  - 学術書賞：藤田幸一『バングラデシュ 農村開発のなかの階層変動：貧困削減のための基礎研究』京都大学学術出版会。ISBN　978-4-87698-648-4
  - 学術書賞：黄東蘭『近代中国の地方自治と明治日本』汲古書院。ISBN　978-4-7629-2556-6
- 第2回（2007年度）
  - 学術書賞：末廣昭『ファミリービジネス論：後発工業化の担い手』名古屋大学出版会。ISBN　978-4-8158-0553-1
  - 学術書賞：松田康博『台湾における一党独裁体制の成立』慶應義塾大学出版会。ISBN　978-4-7664-1326-7
- 第3回（2008年度）
  - 学術書賞：石川登『境界の社会史：国家が所有を宣言するとき』京都大学学術出版会。ISBN　978-4-87698-744-3
  - 学術書賞：関志雄『中国を動かす経済学者たち：改革開放の水先案内人』東洋経済新報社。ISBN　978-4-492-44342-2
- 第4回（2009年度）
  - 学術書賞：若林正丈『台湾の政治：中華民国台湾化の戦後史』東京大学出版会。ISBN　978-4-13-030146-6
  - 学術書賞：林幸司『近代中国と銀行の誕生：金融恐慌、日中戦争、そして社会主義へ』御茶の水書房。ISBN　978-4-275-00808-4
- 第5回（2010年度）
  - 学術書賞：長谷川啓之監修『現代アジア事典』文眞堂。ISBN　978-4-8309-4649-3
  - 学術書賞：袁堂軍『中国の経済発展と資源配分：1860 - 2004』東京大学出版会。ISBN　978-4-13-046100-9
- 第6回（2011年度）
  - 学術書賞：青木雅浩『モンゴル近現代史研究　1921 - 1924年：外モンゴルとソヴィエト、コミンテルン』早稲田大学出版会。ISBN　978-4-657-11705-2
  - 学術書賞：三浦有史『不安定化する中国：成長の持続性を揺るがす格差の構造』東洋経済新報社。ISBN　978-4-492-44374-3
- 第7回（2012年度）
  - 学術書賞：駒形哲哉『中国の自転車産業：「改革・開放」と産業発展』慶應義塾大学出版会。ISBN　978-4-7664-1852-1
  - 一般書賞：矢板明夫『習近平：共産中国最弱の帝王』文藝春秋。ISBN　978-4-16-374990-7
- 第8回（2013年度）
  - 学術書賞：麻田雅文『中東鉄道経営史：ロシアと「満州」1896-1935』名古屋大学出版会。ISBN　978-4-8158-0711-5
  - 一般書賞：家近亮子『蔣介石の外交戦略と日中戦争』岩波書店。ISBN　978-4-00-025865-4
- 第9回（2014年度）
  - 学術書賞：伊藤亜人『珍島：韓国農村社会の民族誌』弘文堂。ISBN　978-4-335-56119-1
  - 一般書賞：大西裕『先進国・韓国の憂鬱：少子高齢化、経済格差、グローバル化』中央公論新社〈中公新書〉。ISBN　978-4-12-102262-2
- 第10回（2015年度）
  - 学術書賞：近藤則夫『現代インド政治：多様性の中の民主主義』名古屋大学出版会。ISBN　978-4-8158-0794-8
  - 一般書賞：楊海英『チベットに舞う日本刀：モンゴル騎兵の現代史』文藝春秋。ISBN　978-4-16-390165-7
- 第11回（2016年度）
  - 学術書賞：鈴木真弥『現代インドのカーストと不可触民：都市下層民のエスノグラフィー』慶応義塾大学出版会。ISBN　978-4-7664-2282-5
  - 一般書賞：野嶋剛『台湾とは何か』筑摩書房〈ちくま新書〉。ISBN　978-4-480-06891-0
- 第12回（2017年度）
  - 学術書賞：岡本隆司『中国の誕生：東アジアの近代外交と国家形成』名古屋大学出版会。ISBN	978-4-8158-0860-0
  - 一般書賞：国分良成『中国政治からみた日中関係』岩波書店〈岩波現代全書〉。ISBN　978-4-00-029201-6
- 第13回（2018年度）
  - 学術書賞：家永真幸『国宝の政治史：「中国」の故宮とパンダ』東京大学出版会。ISBN　978-4-13-026156-2
  - 一般書賞：柯隆『中国「強国復権」の条件：「一帯一路」の大望とリスク』慶應義塾大学出版会。ISBN　978-4-7664-2509-3
- 第14回（2019年度）
  - 学術書賞：小此木政夫『朝鮮分断の起源：独立と統一の相克』慶應義塾大学法学研究会（発売：慶應義塾大学出版会）。ISBN　978-4-7664-2545-1
  - 一般書賞：小笠原弘幸『オスマン帝国：繁栄と衰亡の600年史』中公新書。ISBN 978-4-12-102518-0
- 第15回（2020年度）
  - 学術書賞：小笠原欣幸『台湾総統選挙』晃洋書房。ISBN　978-4-7710-3271-2
  - 一般書賞：岡奈津子『〈賄賂〉のある暮らし:市場経済化後のカザフスタン』白水社。ISBN　978-4-560-09728-1
  - 特別賞：アジア開発銀行 Asia's Journey to Prosperity: Policy, Market, and Technology Over 50 Years. Philippines: Asian Development Bank. ISBN 9789292619787
- 第16回（2021年度）
  - 学術書賞：蒲豊彦『闘う村落：近代中国華南の民衆と国家』名古屋大学出版会。ISBN　978-4-8158-0998-0　[3]
  - 一般書賞：中西嘉宏『ロヒンギャ危機：「民族浄化」の真相』中公新書。ISBN　978-4-12-102629-3
- 第17回（2022年度）
  - 学術書賞：中村友香『病いの会話：ネパールで糖尿病を共に生きる』京都大学学術出版会。ISBN　978-4-8140-0394-5
  - 一般書賞：熊倉潤『新疆ウイグル自治区：中国共産党支配の７０年』中公新書。ISBN　978-4-12-102700-9
- 第18回（2023年度）[4]
  - 学術書賞：金悠進『ポピュラー音楽と現代政治：インドネシア自立と依存の文化実践』京都大学学術出版会。ISBN　978-4-8140-0464-5
  - 一般書賞：猪俣哲史『グローバル・バリューチェーンの地政学』日経BP日本経済新聞出版。ISBN　978-4-296-11439-9
- 第19回（2024年度）[5]
  - 学術書賞：岩谷將『盧溝橋事件から日中戦争へ』東京大学出版会。ISBN　978-4-13-020314-2
  - 一般書賞：近藤正規『インド：グローバル・サウスの超大国』中公新書。ISBN　978-4-12-102770-2